# Архипівська сільська рада
Архи́півська сільська́ ра́да — адміністративно-територіальна одиниця та орган місцевого самоврядування в Семенівському районі Чернігівської області. Адміністративний центр — село Архипівка.

## Загальні відомості
Архипівська сільська рада утворена у 1919 році.
- Територія ради: 53,72 км²
- Населення ради: 600 осіб (станом на 2001 рік)

## Населені пункти
Сільській раді були підпорядковані населені пункти:
- с. Архипівка
- с. Зоря
- с. Леонівка

## Склад ради
Рада складалася з 12 депутатів та голови.
- Голова ради: Портянко Сергій Володимирович
- Секретар ради: Лук'Янова Надія Михайлівна

### Керівний склад попередніх скликань
| Прізвище, ім'я, по батькові   | Основні відомості                                                                                                | Дата обрання | Дата звільнення |
| ----------------------------- | --- | ------------ | --------------- |
| Автомєєнко Микола Миколайович | Сільський голова, 1953 року народження, член Партії регіонів                                                     | 26.03.2006   | 31.10.2010      |
| Портянко Сергій Володимирович | Сільський голова, 1970 року народження, освіта середня спеціальна, член Всеукраїнського об'єднання «Батьківщина» | 31.10.2010   |                 |

Примітка: таблиця складена за даними сайту Верховної Ради України

### Депутати
За результатами місцевих виборів 2010 року депутатами ради стали:

#### За суб'єктами висування
| Суб'єкт висування                 | Кількість обраних депутатів | %    |
| --------------------------------- | --------------------------- | ---- |
| Самовисування                     | 6                           | 50   |
| Політична партія «Сильна Україна» | 4                           | 33,3 |
| Партія регіонів                   | 1                           | 8,3  |
| Політична партія «Наша Україна»   | 1                           | 8,3  |

#### За округами
| № округу                          | Прізвище, ім'я, по батькові   | Дата визнання обраним | Освіта             | Партійна приналежність                        | Відомості про обраного депутата                                                       |
| --------------------------------- | ----------------------------- | --------------------- | ------------------ | --------------------------------------------- | ------------------------------------------------------------------------------------- |
| Партія регіонів                   |                               |                       |                    |                                               |                                                                                       |
| 12                                | Висоцька Тетяна Іванівна      | 03.11.2010            | середня            | позапартійна                                  | територіальний центр, соціальний працівник                                            |
| Політична партія «Наша Україна»   |                               |                       |                    |                                               |                                                                                       |
| 8                                 | Борганова Тетяна Олексіївна   | 03.11.2010            | середня спеціальна | член Політичної партії «Наша Україна»         | тимчасово не працює                                                                   |
| Політична партія «Сильна Україна» |                               |                       |                    |                                               |                                                                                       |
| 5                                 | Долгая Світлана Михайлівна    | 03.11.2010            | середня            | член Політичної партії «Сильна Україна»       | Архипівське відділення з зв'язку, начальник                                           |
| 7                                 | Гармай Юрій Леонідович        | 03.11.2010            | середня            | позапартійний                                 | Леонівська загальноосвітня школа І-ІІ ст., кочегар                                    |
| 9                                 | Колечиць Ірина Михайлівна     | 03.11.2010            | середня спеціальна | член Політичної партії «Сильна Україна»       | приватний магазин «Мрія», продавець                                                   |
| 11                                | Руденко Раїса Олегівна        | 03.11.2010            | середня спеціальна | позапартійна                                  | тимчасово не працює                                                                   |
| Самовисування                     |                               |                       |                    |                                               |                                                                                       |
| 1                                 | Холодило Ірина Анатоліївна    | 03.11.2010            | середня спеціальна | позапартійна                                  | приватний магазин «Затишок» ПСП «Сенько», продавець                                   |
| 2                                 | Ашомок Оксана Олексіївна      | 03.11.2010            | вища               | член Політичної партії «Наша Україна»         | Костоборівська загальноосвітня школа І-ІІ ст., вчитель української мови та літератури |
| 3                                 | Лук'янов Василь Іванович      | 03.11.2010            | середня спеціальна | член Всеукраїнського об'єднання «Батьківщина» | Семенівський райагролісгосп, лісник                                                   |
| 4                                 | Бабаков Петро Михайлович      | 03.11.2010            | середня спеціальна | позапартійний                                 | СТОВ «Архипівське», електрик                                                          |
| 6                                 | Лукянова Надія Михайлівна     | 03.11.2010            | вища               | член Всеукраїнського об'єднання «Батьківщина» | Архипівська сільська рада, секретар                                                   |
| 10                                | Борганов Олександр Михайлович | 03.11.2010            | вища               | член Політичної партії «Наша Україна»         | Залізномостівська загальноосвітня школа, вчитель історії та правознавства             |